# Панкратьевская слобода
Панкра́тьевская слобода́ — одна из московских слобод. Существовала в XVII веке.
Панкратьевская слобода возникла на рубеже 1620—1630-х годов. Она была названа так, очевидно, по церкви святого Панкратия, известной в сохранившихся документах с 1620 года. По московским меркам она была довольно крупной и в 1653 году насчитывала 168 дворов. Слобода располагалась по обе стороны Сретенки, близ современного Садового кольца. В годы правления царя Алексея Михайловича между дворами Панкратьевской слободы были поставлены дворы стрельцов поселённого здесь полка, которым в конце XVII столетия командовал Л. П. Сухарев. В настоящее время этом напоминает Костянский переулок, вплоть до 1922 года называвшийся Стрелецким.
В Панкратьевской слободе в основном жили скорняки. Об этом напоминает название современного Скорняжного переулка. Они работали на дому и имели свои лавки в Скорняжном ряду, где торговали готовыми изделиями. Труд скорняков в те времена состоял из двух основных этапов: выделки сырых шкурок и подбора, сшивания шкурок в меха. Закройка мехов требовала большого мастерства, поскольку неопытный скорняк мог легко их испортить. Кроме частных покупателей, основным заказчиком скорняков Панкратьевской слободы выступал Приказ Новгородской четверти, который получал ясак с кольских лопарей, пустозерских ненцев, чердынских манси, кунгурских татар. При этом наиболее дорогие меха — собольи и куньи — приказ никогда не отдавал на сторону. Для их переработки скорняки призывались в помещение приказа, где работали под надзором приказных подьячих. За свой труд они получали поденный корм и по 9—10 денег. Более дешёвые меха выдавались для выделки по домам. Работа оплачивалась сдельно, обычно по 4 деньги за шкурку. Выделанный товар обычно продавался за границу, в основном через Свенскую ярмарку близ Брянска, где существовал значительный меховой торг. По качеству обработки мехов московская выработка считалась лучшей в России.
Посетивший в 1655—1656 годах Москву Павел Алеппский писал о работе московских скорняков: 
Никто так не умеет дубить, как они, нигде кроме как в этой стране: они выделывают мех мягким , как шёлк.